# サンドフェスティバル

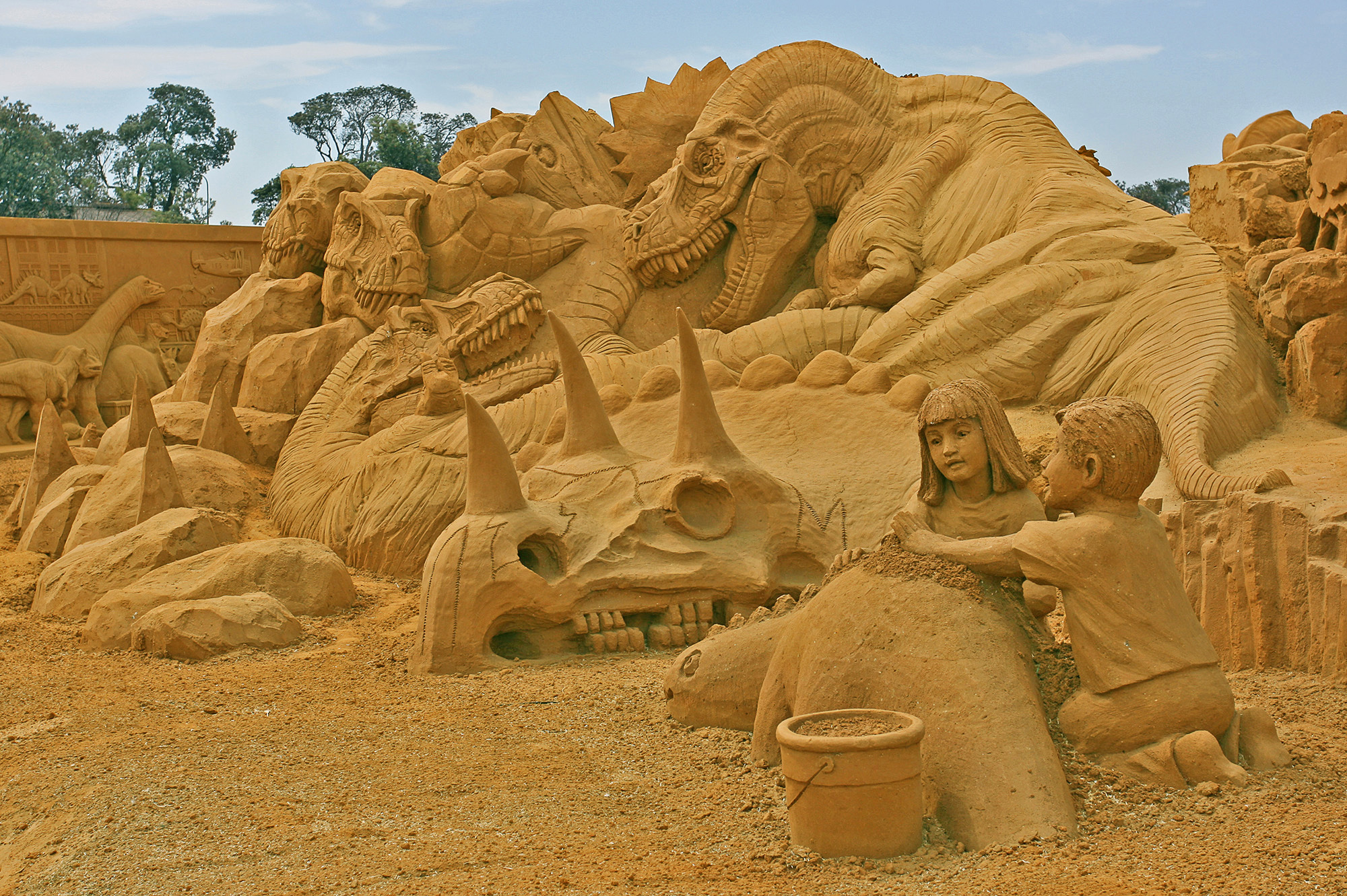
サンドフェスティバルで作られた彫刻

サンドフェスティバルは砂で彫刻を作り、コンテストを開催することである。参加者は石、木、青銅で作るのと同じように、砂で彫刻を作る。
サンドフェスティバルは世界中で開催されている。例えばインドのオリッサ州プリ―で開催されたサンドフェスティバルでは、アーティストのスダルシャンパトネイクが津波災害を記念して砂の彫刻を作った。インドのゴアで開催されるサンドフェスティバルは、ゴア観光協同組合が主催している。 
サンドフェスティバルは、アメリカ、イギリス、オーストラリア、カナダ、ドイツ、インドネシア、オランダ、パキスタン、ポルトガル、ロシア、スイス、トルコでも開催されている。

## 参照
1. ↑  http://www.worldchampionshipofsandsculpting.com/